# B-Fußballnationalmannschaft der DDR
Die B-Fußballnationalmannschaft der DDR war eine Auswahlmannschaft von Fußballspielern aus der DDR. Sie gehörte zum Deutschen Fußball-Verband und repräsentierte diesen international in Freundschaftsspielen gegen analog zusammengestellte Zweitvertretungen anderer nationaler Verbände. Die in ihr eingesetzten Fußballer sollten von den Trainern für einen Einsatz in der A-Elf getestet werden.

## Geschichte
Für die B-Elf sind zwischen 1953 und 1990 49 Partien verzeichnet. Zwischen Oktober 1980 und April 1990 bestritt das Team keinen Länderspielvergleich. Zu den häufigsten Länderspielpartner zählten Ungarn (elf Matches) und Polen (zehn Spiele) sowie die ČSSR und Bulgarien (je sieben Partien).

## Premiere
Nach der Aufnahme der DDR als vollwertiges Mitglied der FIFA am 24. Juli 1952 bestritt die B-Nationalmannschaft im Frühjahr 1953 ihre Länderspielpremiere. Dies geschah ein knappes dreiviertel Jahr nach dem Debüt der A-Auswahl gegen denselben Verband, jenen aus Polen. Folgende Spieler wurden beim Heimsieg vor 60.000 Zuschauern im Bruno-Plache-Stadion in diesem Auftaktmatch aufgeboten:
| 7. Mai 1953 DDR – Polen 3:0 in Leipzig. |
| --- |
| DDR: Heinz Bernhardt – Helmut Nordhaus, Herbert Schoen, Erhard Bauer – Jochen Müller, Georg Rosbigalle – Alfred Reinhardt, Günter Schröter, Erich Haase, Werner Welzel (70. Hans Speth), Hans Speth (57. Harry Arlt). Tore: Haase (2), Arlt. |

Nachdem Werner Welzel verletzt ausscheiden musste, wurde der bereits ausgewechselte Hans Speth erneut auf das Feld geschickt.

## Abschied
Nach zwölfeinhalb Jahren Pause reaktivierte der Fußballverband die B-Nationalmannschaft in der Wendezeit. Sie wurde – an diesem Abend gecoacht von Eberhard Vogel, nach seinen erfolgreichen Jahren mit dem DFV-Nachwuchs zu diesem Zeitpunkt Assistent von Eduard Geyer bei der A-Auswahl – vor der Abwicklung des DDR-Fußballs im Zuge der Wiedervereinigung in dieser Besetzung im Frühjahr 1990 ein letztes Mal auf das Feld des McDiarmid Parks geschickt:
| 26. April 1990 Schottland – DDR 1:2 in Glasgow. |
| --- |
| DDR: Jens Schmidt – Frank Lieberam – Jörg Schwanke, Jens Melzig (27. Detlef Irrgang), Torsten Kracht, Olaf Holetschek – Heiko Scholz, Uwe Weidemann, Dirk Barsikow – Steffen Heidrich (89. Hilmar Weilandt), Volker Röhrich (77. Ulf Mehlhorn). Tore: Whyte (Eigentor), Weidemann. |

## Trivia
Am 15. Oktober 1980 traf eine in der Vorschau als zweite Reihe apostrophierte, später im Spielbericht als Nachwuchsauswahl bezeichnete DFV-Vertretung in Palma de Mallorca auf eine spanische Auswahl. Da der Gegner als B-Auswahl firmierte, die ostdeutsche U-23 zuletzt 1976 eine Begegnung gespielt hatte, die aktuelle U-21-Mannschaft am selben Tag in Bulgarien auflief sowie Trainer und nahezu der komplette Kaderkreis mit jenen Akteuren der Partie vom 24. September 1980 in Bautzen gegen Polen identisch waren, wird das damalige 0:0-Remis auf der Baleareninsel in die Zählung der DDR-B-Länderspiele integriert.

## Rekorde
Für Günter Riese sind fünf Treffer in der B-Elf verzeichnet. Den 2. Platz in dieser internen Torschützenliste teilen sich Gerhard Vogt und Helmut Müller mit je vier Treffern. Am häufigsten eingesetzt wurde Konrad Dorner, der in 16 Partien dieser Auswahl auf dem Platz stand.